# Fanny Calderón de la Barca
Frances (Fanny) Calderón de la Barca, Markiezin van Calderón de la Barca, geboren Frances Erskine Inglis (Edinburgh, 23 december 1804 - Madrid, 6 februari 1882) was een Schots schrijfster.
Calderón werd geboren in Edinburgh, maar op vierjarige leeftijd verhuisde haar familie naar Normandië en later naar Boston. In 1838 huwde zij de Spaanse diplomaat Ángel Calderón de la Barca, die in dat jaar tot eerste Spaanse ambassadeur in Mexico werd benoemd. Zij reisde met hem mee en het paar verbleef in Mexico van december 1839 tot februari 1842. Uit de brieven die zij naar haar familie had gestuurd stelde de historicus William H. Prescott een jaar later het boek Life in Mexico samen.
Van 1843 tot 1853 verbleef Calderón in de Verenigde Staten, tot haar echtgenoot werd teruggeroepen naar Spanje. Aldaar schreef zij onder een alias El Murcielago (De vleermuis), waarin ze de Spaanse regering bekritiseerde. Later keerde zij zich meer af van haar geboorteland en bekeerde ze zich tot het Rooms-katholicisme.
Na de dood van haar echtgenoot in 1861 nam ze haar intrek in een convent vlak over de Franse grens maar zij keerde terug naar Spanje op uitnodiging van koningin Isabella II van Spanje, om prinses Maria Isabella op te leiden. Na het herstel van de Bourbonmonarchie in Spanje werd ze benoemd tot markiezin. Calderón overleed zeven jaar later.
- Biblioteca Nacional de España: XX879528
- Bibliothèque nationale de France: cb11578875n (data)
- Catàleg d'autoritats de noms i títols de Catalunya: 981058527404106706
- Gemeinsame Normdatei: 1052888070
- International Standard Name Identifier: 0000 0000 8112 9287
- Library of Congress Control Number: n79114023
- Nationale bibliotheek van Australië: 35776477
- Nationale Bibliotheek van Israël: 987007259213605171
- Nederlandse Thesaurus van Auteursnamen: 069563276
- SNAC: w66c0sj5
- Système universitaire de documentation: 069380929
- Trove: 1082141
- Virtual International Authority File: 34451114
- WorldCat: E39PBJktthWCvjxbMYrbk8KGHC